# Chrisanf (Konopljov)
Chrisanf (světským jménem: Sergej Michajlovič Konopljov; * 16. dubna 1962, Almaty) je kazašský duchovní Ruské pravoslavné církve a biskup šymkentský a turkestánský.

## Život
Narodil se 16. dubna 1962 v Almaty.
Po střední škole č. 63 nastoupil na hudební učiliště v rodném městě, kde získal kvalifikaci pedagoga hudby. Poté pracoval v hudebních souborech. Sloužil také v katedrálním chrámu svatého Mikuláše jako čtec.
Dne 22. května 1996 byl arcibiskupem almatský a semipalatinským Alexijem (Kutěpovem) rukopoložen na diákona. O rok později dokončil Almatské duchovní učiliště. Kněžské svěcení přijal 20. ledna 1998. Byl jmenován představeným chrámu svatých Adriána a Natálie v sídle Otegen-Batyr.
Dne 25. března 2003 byl ustanoven blagočinným Otegen-Batyrského okruhu. Roku 2005 byl povýšen na protojereje. Následující rok dokončil Moskevský duchovní seminář a pokračoval ve studiu na Moskevské duchovní akademii. Přednášel historii ruské církve na Almatském duchovním učilišti a později semináři.
Dne 12. prosince 2015 se stal členem eparchiální rady. Od 23. února 2017 působil jako předseda Synodního oddělení pro vězeňskou službu Kazachstánského metropolitního okruhu.
Dne 1. dubna 2021 byl postřižen na monacha se jménem Chrisanf na počest svatého Chrysantha Římského. Dne 15. prosince se stal představeným katedrálního chrámu svatého Mikuláše v Šymkentu.
Dne 13. prosince 2022 jej Svatý synod zvolil biskupem šymkentským a turkestánským. Dne 22. října byl povýšen na archimandritu a biskupská chirotonie proběhla 2. prosince v chrámu Krista Spasitele v Moskvě. Hlavním světitelem byl patriarcha moskevský a celé Rusi Kirill.